# Real Círculo de la Amistad
El Real Círculo de la Amistad es un edificio de la ciudad española de Córdoba, sede de la institución homónima. Tiene el estatus de bien de interés cultural.

## Descripción

### Inmueble

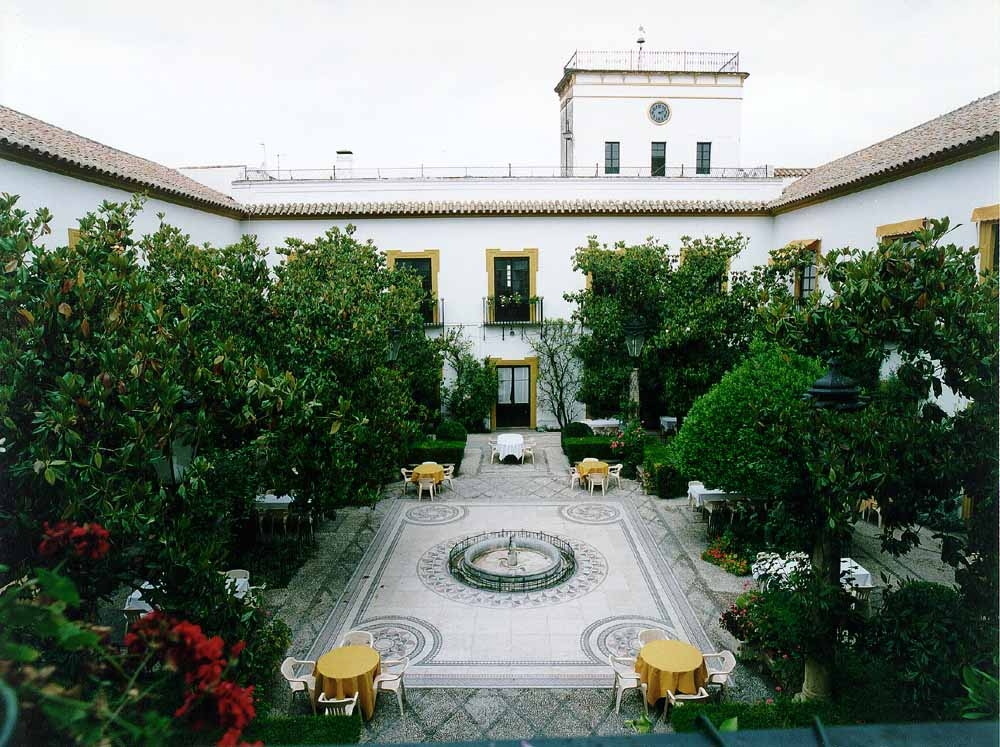
Patio interior

En el inmueble del Real Círculo de la Amistad de Córdoba se conserva el antiguo claustro conventual, aunque las reformas efectuadas durante el siglo XIX para su adaptación a los nuevos usos aportaron importantes modificaciones, como la fachada con proyecto del arquitecto municipal Manuel García del Álamo, que no llegó a culminarse, o las realizadas poco después por el arquitecto maestro de la Academia y socio del Círculo de la Amistad, Juan Rodríguez Sánchez, a quien se debe el salón de recepciones (actual Salón Liceo) inaugurado en junio de 1867, o la gran intervención de la fachada y sus dependencias anexas realizadas bajo la dirección de los arquitectos Juan de los Reyes y Rafael Jurado Gómez en 1899, a los cuales también se deben la escalera principal y los salones de prensa, el salón pequeño y el vestíbulo. La fachada actual, de 1928, es obra de Rafael de la Hoz Saldaña y de Enrique García Sanz. Entre los bienes muebles que alberga destaca su colección artística, especialmente la pictórica, parte de la cual fue realizada por encargo expreso de los responsables para la decoración de las dependencias.
El inmueble, que se ubica en el solar antes perteneciente al convento de Nuestra Señora de las Nieves, convento de monjas recoletas agustinas desamortizado en 1836 y que cuenta con una superficie de 4395 metros cuadrados, organiza sus dependencias en torno a grandes patios: el patio central, antiguo claustro conventual de estilo manierista, un patio jardín y un tercer patio trasero. El patio central se estructura en dos plantas con galerías en sus cuatro frentes. En la planta baja presenta arquerías con arcos de medio punto sobre columnas toscanas y en la planta alta arcos carpaneles sobre columnas toscanas de menor tamaño y balaustradas de piedra decorada con motivos serlianos. Las enjutas de los arcos y el zócalo de la galería inferior están decorados con cerámica sevillana del siglo XIX. La montera que lo cubre fue realizada en el siglo XXI.

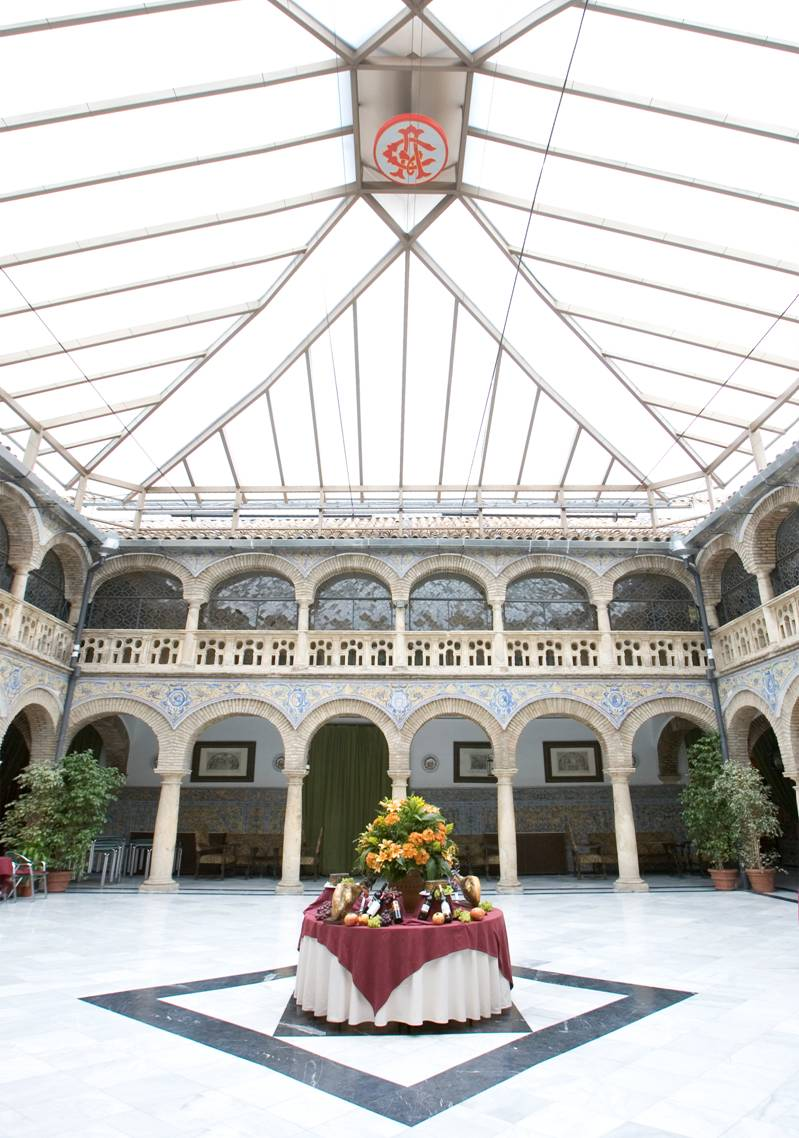
Antiguo claustro

La remodelación del antiguo convento para la adaptación a su nuevo uso ha sido efectuada en diversas ocasiones. Entre las estancias que se distribuyen alrededor del antiguo claustro destaca el denominado «Salón Liceo», ubicado donde se encontraba la iglesia conventual. Es un espacio de grandes dimensiones que estaba destinado a albergar los bailes decimonónicos, los Juegos Florales de Córdoba y los grandes eventos que se celebraban en la institución. El salón es de planta rectangular y está profusamente decorado al gusto de la época con decoración ecléctica de yeso enmarcando pinturas de gran formato, óleos sobre lienzos, con temática alusivas a las artes, situadas en los muros y techo. Otros ámbitos del inmueble a resaltar son el «salón inglés», ubicado en el lado oriental del claustro, la «escalera roja», denominada así por estar realizada con mármoles rojos, el comedor, la «escalera blanca» o el «salón del tresillo». En el piso superior se ubican la sala de conferencias denominada «sala Julio Romero de Torres», la biblioteca y la «sala de juntas» entre otras dependencias.

### Colección pictórica

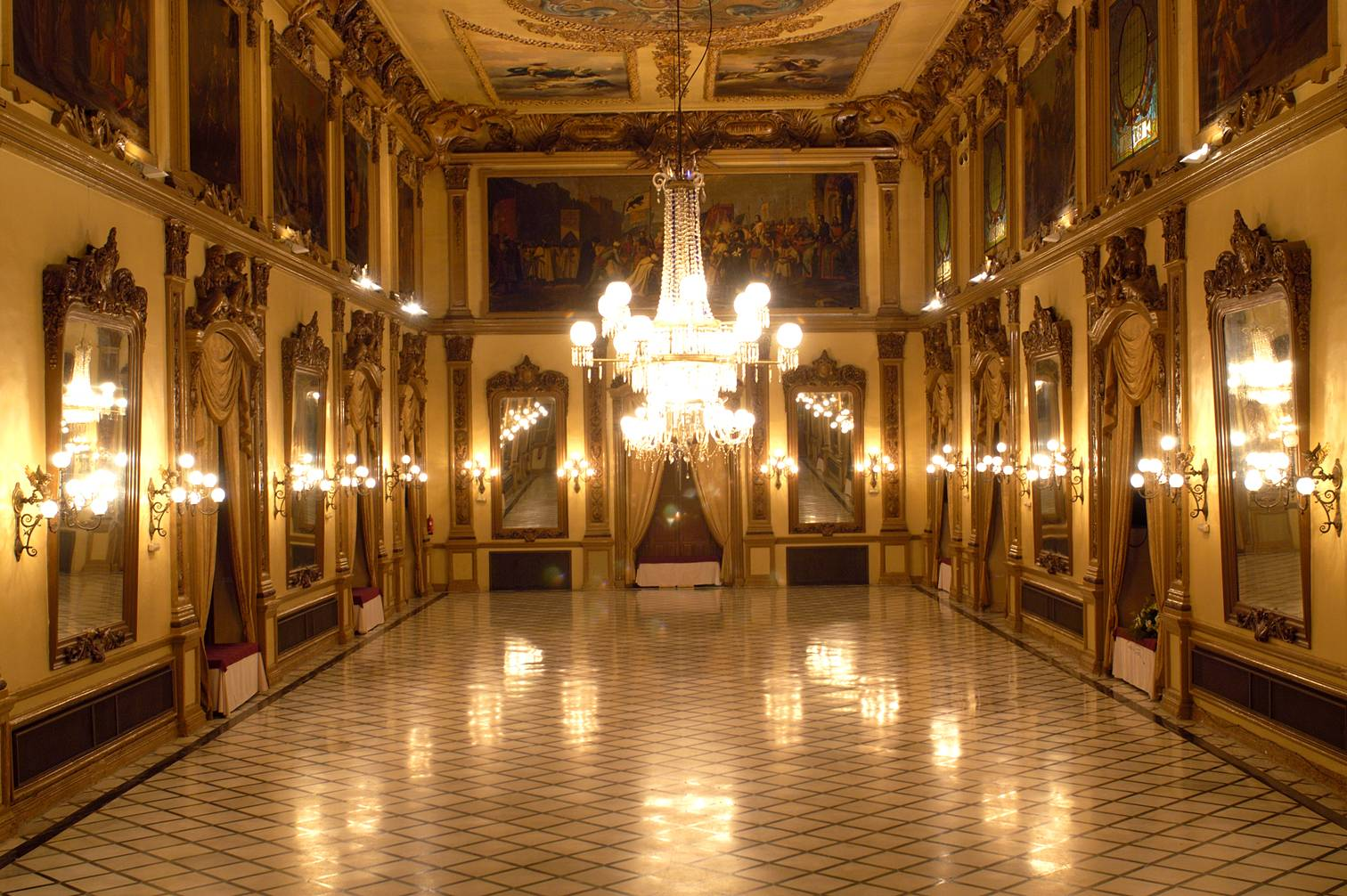
Salón Liceo

Las pinturas que decoran el salón Liceo fueron realizadas entre 1867 y 1878 por el artista sevillano José María Rodríguez de Losada por encargo de los dirigentes del Círculo de la Amistad mediante una comisión elegida al efecto para escoger los temas en un total de diecisiete obras. Estas en principio eran los retratos de Séneca, el Gran Capitán, Maimónides y Averroes, las cuatro actualmente desaparecidas, y otras trece dedicadas a contar hechos relevantes de la ciudad o alusivas a acontecimientos relacionados con la historia de Córdoba, como el martirio de san Acisclo y santa Victoria, la recepción de una embajada en la Córdoba islámica, la entrevista de Colón con los Reyes Católicos en el alcázar de los Reyes Cristianos o la conquista de la ciudad por Fernando III el Santo en 1236. Once de estas obras actualmente todavía se encuentran ubicadas en el salón.
Entre los salones dispuestos en la primera crujía del edificio y abiertos a la calle a través de grandes ventanales destaca el «Salón de Lectura», denominado también «de los Sentidos» por los cuadros simbólicos alusivos a «Los Cinco Sentidos» del pintor Carlos Ángel Díaz Huertas (1866-1937) que en él se ubican. Actualmente, en las paredes de la escalera del vestíbulo principal, construida en 1899, cuelga la serie de las seis pinturas de carácter alegórico del pintor cordobés Julio Romero de Torres, realizadas en 1905 por encargo de los responsables del Círculo de la Amistad para el adorno de sus salones. Dicha serie, perteneciente a la etapa simbolista del pintor, está compuesta por cuatro grandes cuadros, óleos sobre lienzo, dedicados a las distintas artes: «La Literatura», «La Pintura», «La Escultura» y «La Música», y otros dos más denominados «Canto de amor» y «El genio y la inspiración». Son obras caracterizadas por la sencillez de su composición y por el uso de los tonos pastel.

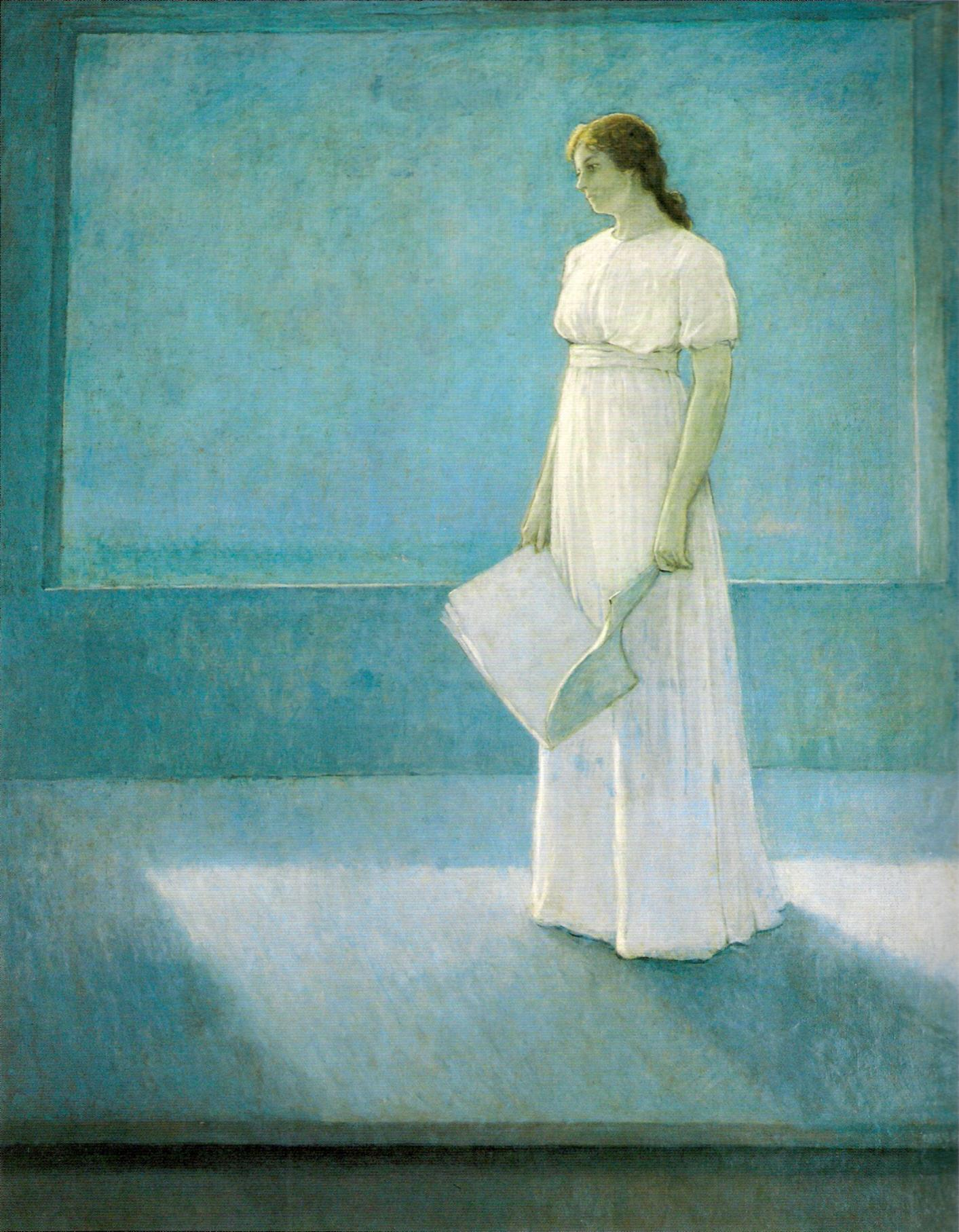
La literatura por Julio Romero de Torres

Distribuido por las diferentes estancias se encuentra el conjunto de retratos de los presidentes del Círculo de la Amistad. Este está compuesto por un total de cuarenta y ocho lienzos, pintados al óleo, realizados la gran mayoría —treinta y tres retratos en concreto— por el pintor cordobés Rafael Díaz Peno en la década de 1950. Otros seis retratos le han sido atribuidos a dicho autor por guardar cierta homogeneidad estilística y formal con los anteriores. El resto de los retratos son de autores diferentes, anteriores y posteriores a la fecha de la serie de Díaz Peno.

### Biblioteca y archivo
La Biblioteca, estancia cuyo mobiliario está adaptado a la misma, contiene un total de 274 obras impresas entre los siglos XVI y XVIII, resaltando tres de ellas: un libro del abad benedictino y humanista del siglo XVI Juan Tritemio (el más antiguo que se conserva), una lujosa edición del Quijote en cuatro volúmenes del siglo XIX (facsímil de la primera edición de la novela) y un álbum conmemorativo de la Asamblea Regional Andaluza de 1933. El Archivo del Círculo de la Amistad reúne un  fondo documental consistente en varias carpetas y cajas que guardan documentación relativa, fundamentalmente, a su devenir histórico, así como documentos, aunque en menor número de otras instituciones.

## Estatus patrimonial
El 23 de mayo de 2017 fue declarado Bien de Interés Cultural, con la tipología de Monumento, mediante un decreto publicado el día 31 de ese mismo mes en el Boletín Oficial de la Junta de Andalucía, con la rúbrica de la presidenta de la comunidad autónoma, Susana Díaz, y la consejera de Cultura, Rosa Aguilar.